# الغواصة الألمانية يو-757
كانت الغواصة الألمانية يو-757 غواصة من الفئة السابعة بنيت ل ألمانيا النازية كريغسمرين للخدمة خلال الحرب العالمية الثانية. خدمت من 28 فبراير 1942 إلى 8 يناير 1944 تحت قيادة فريدريش ديتس.

## التصميم

### مصير
أصابتها في 8 يناير 1944 في شمال المحيط الأطلسي، جنوب غرب أيرلندا، أ الفرقاطة البريطانية أتش أم أس Bayntun والفرطاقة الكندية أتش أم سي أس كامروز. وغرقت مع جميع البحارة ال49 على متنها، في موقع .

## روابط خارجية
- Helgason، Guðmundur. "The Type VIIC boat U-757". German U-boats of WWII - uboat.net. مؤرشف من الأصل في 2019-12-12. اطلع عليه بتاريخ 2014-12-29.